# UFC Fight Night: Cerrone vs. Gaethje
UFC Fight Night: Cerrone vs. Gaethje (även UFC Fight Night 158 och UFC on ESPN+ 16) var en MMA-gala som arrangerades av UFC och ägde rum 14 september 2019 i Vancouver, British Columbia, Kanada.

## Bakgrund
Huvudmatchen var en lättviktsmatch mellan Donald Cerrone och Justin Gaethje.

## Skador/Ändringar
En match i mellanvikt mellan David Branch och Andrew Sanchez var planerad, men Branch var tvungen att dra sig ur matchen på grund av skada och ersattes av Marvin Vettori.
11 september meddelades det att mellanviktsmatchen mellan Andrew Sanchez och Marvin Vettori tvingats strykas från kortet och får bokas om till ett senare datum. Detta på grund av att Sanchez blivit sjuk.
Michel Pereira skulle mött Sergej Chandozjko i en welterviktsmatch, men den senare drog sig ut. Ny motståndare åt Pereira blev lokala förmågan tillika UFC-nykomlingen Tristan Connelly.

### Invägning
Vid den ceremoniella invägningen som UFC streamade live på Youtube vägde utövarna följande:
| \| Viktklass \| Maxvikt (lb) \| Atlet 1 \| Vikt \| Atlet 2 \| Vikt \| \| Underkort \| \| \| \| \| \| \| Lättvikt \| (155) \| Austin Hubbard \| 156 \| Kyle Prepolec \| 155 \| \| Bantamvikt \| (135) \| Ryan MacDonald \| 135,5 \| Louis Smolka \| 135,5 \| \| Fjädervikt \| (145) \| Jordan Griffin \| 145 \| Chas Skelly \| 146 \| \| Bantamvikt \| (135) \| Hunter Azure \| 135,5 \| Brad Katona \| 135 \| \| Bantamvikt \| (135) \| Miles Johns \| 135,5 \| Cole Smith \| 135 \| \| Tungvikt \| (265) \| Augusto Sakai \| 258 \| Marcin Tybura \| 257,5 \| \| Huvudkort \| \| \| \| \| \| \| Lätt tungvikt \| (205) \| Jimmy Crute \| 205 \| Misha Tsirkunov \| 205,5 \| \| Mellanvikt \| (185) \| Antônio Carlos Júnior \| 185,5 \| Uriah Hall \| 184 \| \| Weltervikt \| (170) \| Tristan Connely \| 169,5 \| Michel Pereira \| 172* \| \| Tungvikt \| (265) \| Jeff Hughes \| 251 \| Todd Duffee \| 244,5 \| \| Lätt tungvikt \| (205) \| Nikita Krylov \| 205,5 \| Glover Teixeira \| 204,5 \| \| Lättvikt \| (155) \| Justin Gaethje \| 155,5 \| Donald Cerrone \| 155,5 \| |              |                       |       |                 |       |
| Inom viktklassens gräns. Inom felmarginalen för matchtypen. För stor övervikt för matchtypen. |              |                       |       |                 |       |
| *Michel Pereira klarade inte viktgränsen och fick böta 20% av sin purse. |              |                       |       |                 |       |
| Viktklass | Maxvikt (lb) | Atlet 1               | Vikt  | Atlet 2         | Vikt  |
| Underkort |              |                       |       |                 |       |
| Lättvikt | (155)        | Austin Hubbard        | 156   | Kyle Prepolec   | 155   |
| Bantamvikt | (135)        | Ryan MacDonald        | 135,5 | Louis Smolka    | 135,5 |
| Fjädervikt | (145)        | Jordan Griffin        | 145   | Chas Skelly     | 146   |
| Bantamvikt | (135)        | Hunter Azure          | 135,5 | Brad Katona     | 135   |
| Bantamvikt | (135)        | Miles Johns           | 135,5 | Cole Smith      | 135   |
| Tungvikt | (265)        | Augusto Sakai         | 258   | Marcin Tybura   | 257,5 |
| Huvudkort |              |                       |       |                 |       |
| Lätt tungvikt | (205)        | Jimmy Crute           | 205   | Misha Tsirkunov | 205,5 |
| Mellanvikt | (185)        | Antônio Carlos Júnior | 185,5 | Uriah Hall      | 184   |
| Weltervikt | (170)        | Tristan Connely       | 169,5 | Michel Pereira  | 172*  |
| Tungvikt | (265)        | Jeff Hughes           | 251   | Todd Duffee     | 244,5 |
| Lätt tungvikt | (205)        | Nikita Krylov         | 205,5 | Glover Teixeira | 204,5 |
| Lättvikt | (155)        | Justin Gaethje        | 155,5 | Donald Cerrone  | 155,5 |

## Resultat
1. ↑    Performance of the Night: Gaethje
2. ↑   Fight of the Night
3. ↑  Performance of the Night: Misha Tsirkunov

## Bonusar
Följande MMA-utövare fick bonusar om 50 000 USD:
- Fight of the Night: Tristan Connelly vs. Michel Pereira (Connelly fick hela bonusen, 100 000 USD. Pereira missade vikten och var därmed inte bonusberättigad.)
- Performance of the Night: Misha Tsirkunov och Justin Gaethje